# ژان ژول سپ مووندو
ژان ژول سپ مووندو (انگلیسی: Jean Jules Sepp Mvondo؛ زادهٔ ۲۳ آوریل ۱۹۹۸) بازیکن فوتبال اهل کامرون است  که در پست هافبک میانی برای باشگاه گورنیک زابژه در لیگ برتر فوتبال لهستان بازی می‌کند.